# Maison des Boroudjerdi

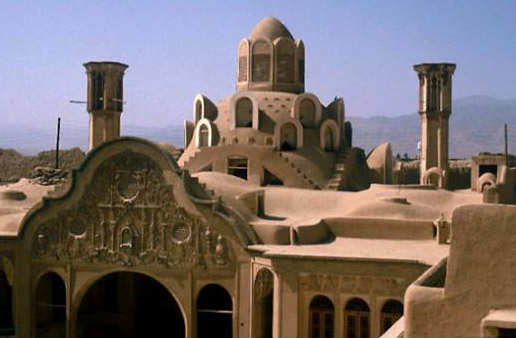
Vue de la façade sud et du dôme principal du talar.

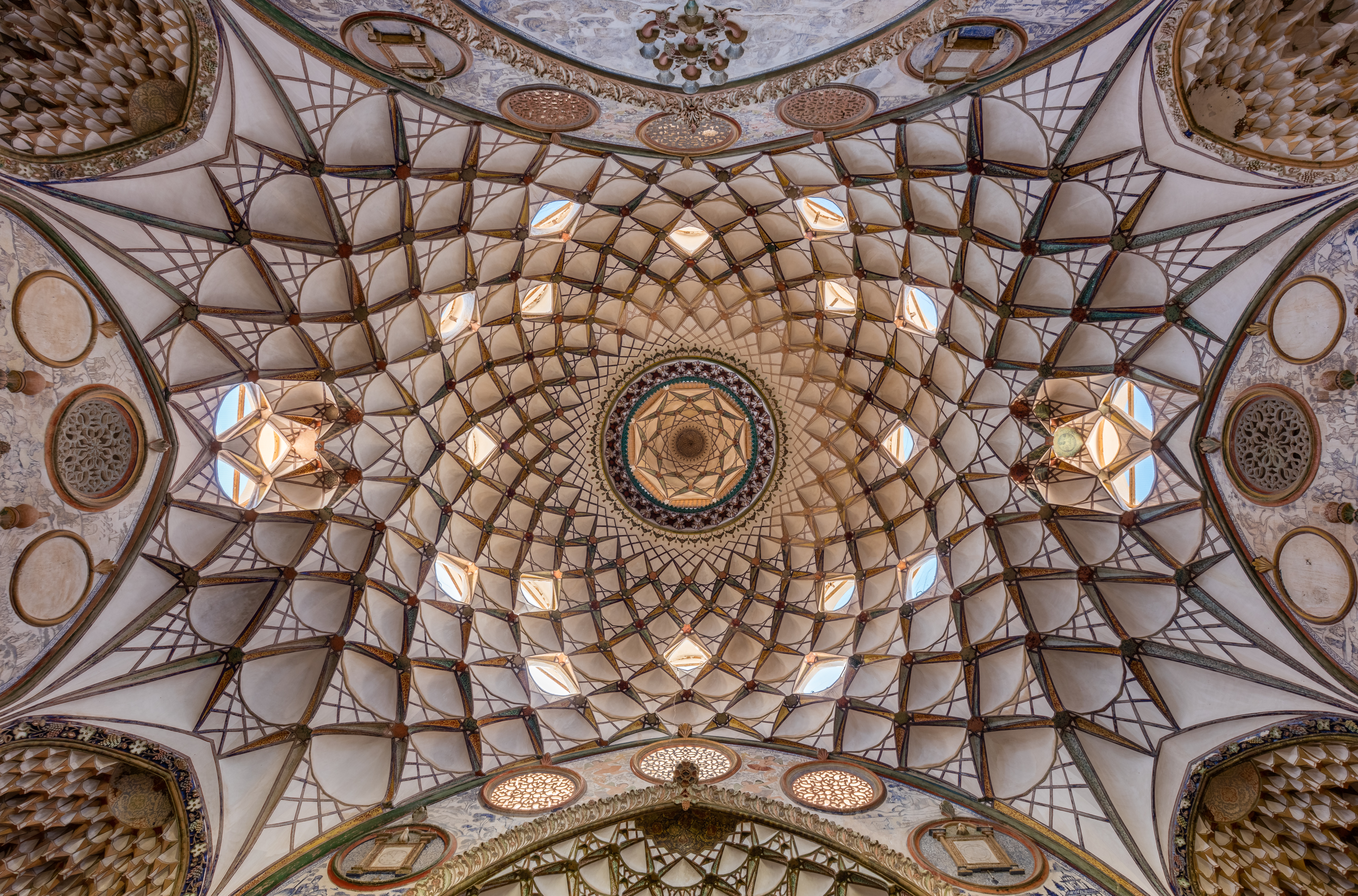
Vue de la voute.

La Maison des Boroudjerd (en persan Khaneh-yé Boroudjerdi, khaneh signifiant maison) est une maison historique célèbre de Kashan en Iran dessinée par l'architecte Ustad Ali Maryam.
La maison fut construite en 1857 pour la femme du riche marchand Haji Mehdi Boroudjerdui, comme cadeau de noces. La mariée était originaire de la famille des Tabatabai, pour qui Ustad Ali Maryam  avait construit une maison quelques années plus tôt (la maison Tabatabaei).
La maison consiste en une cour rectangulaire, avec pièces attenantes recouvertes de peintures du peintre royal Kamal-ol-molk et trois badgirs (tours à vent) hautes de 40 mètres qui aident à rafraîchir la maison les jours de chaleur. Elle possède trois entrées, et toutes les composantes de l'architecture résidentielle persane traditionnelle tels que le birouni et l'andarouni.
La construction de la maison prit dix-huit ans et il fut fait appel à cent cinquante ouvriers. La maison est considérée comme un véritable chef-d'œuvre de l'architecture résidentielle persane traditionnelle.

## galerie

Coupoles dans la maison des Boroudjerdi
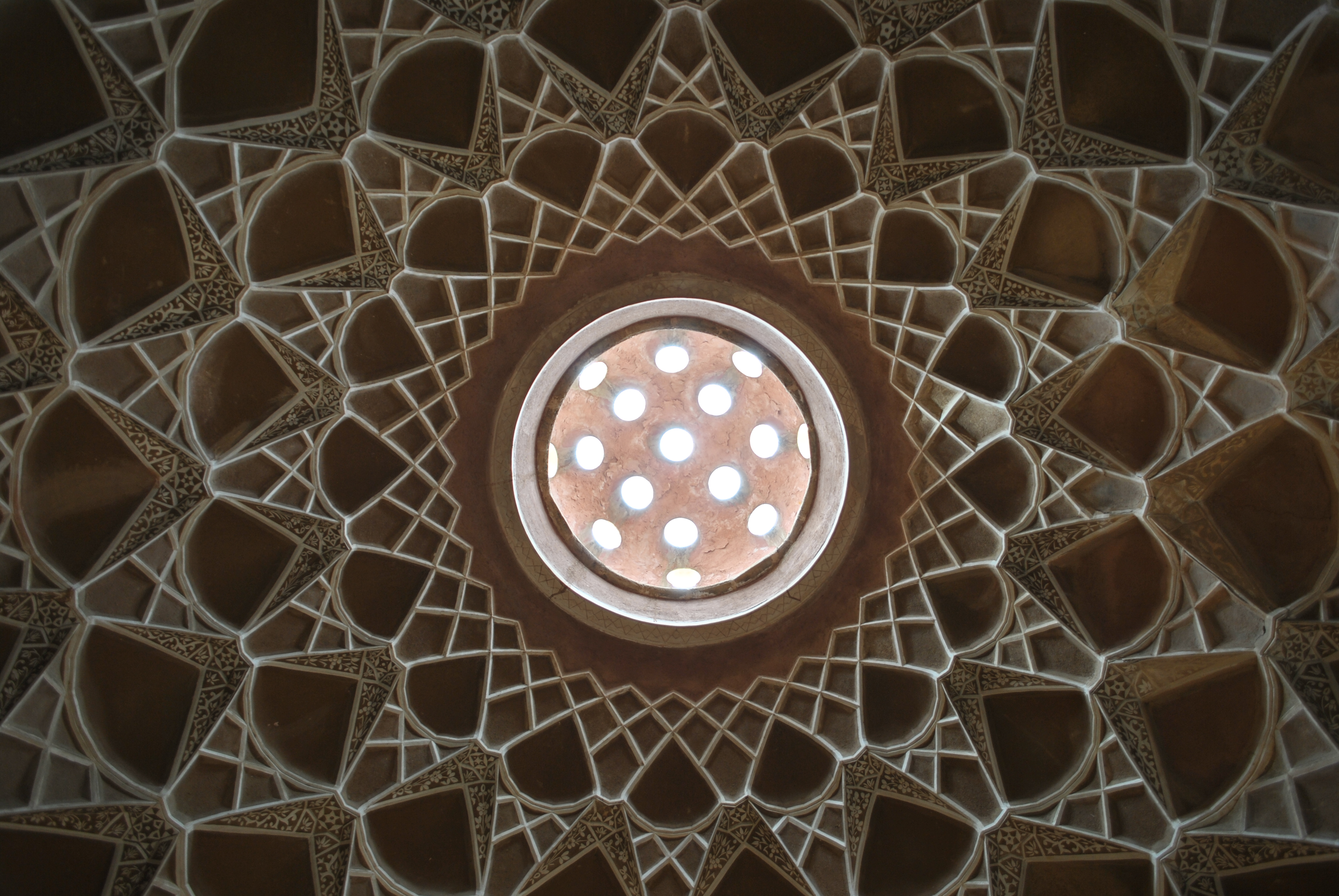
Coupole de la maison.
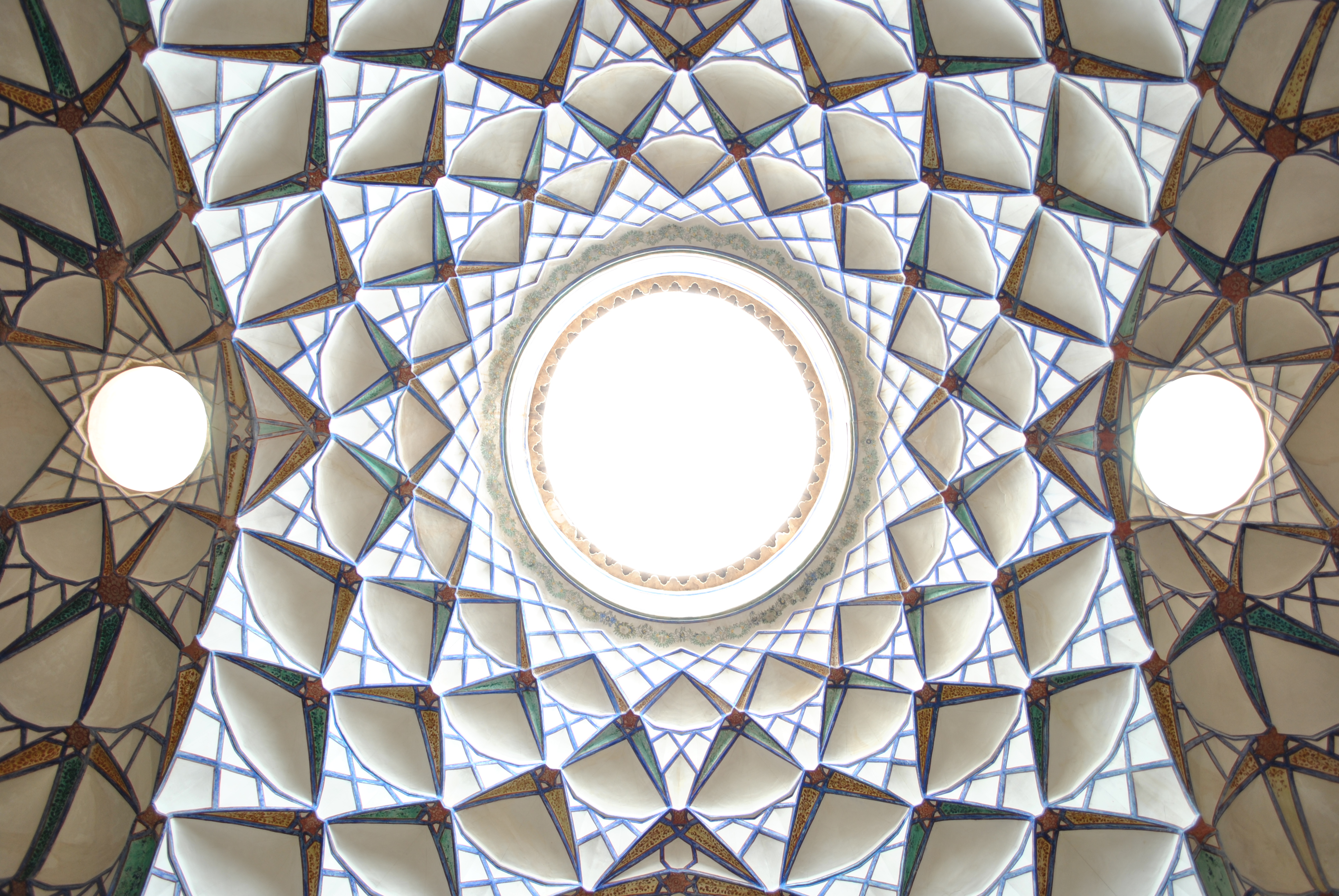
Autre coupole.
Une autre.
Une autre.

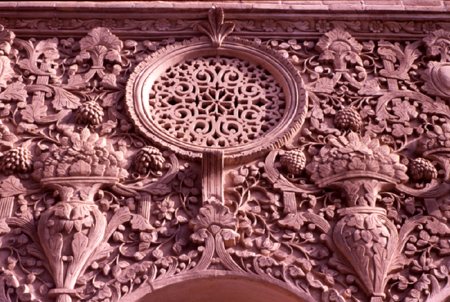
Stucs aux motifs floraux et de fruits.
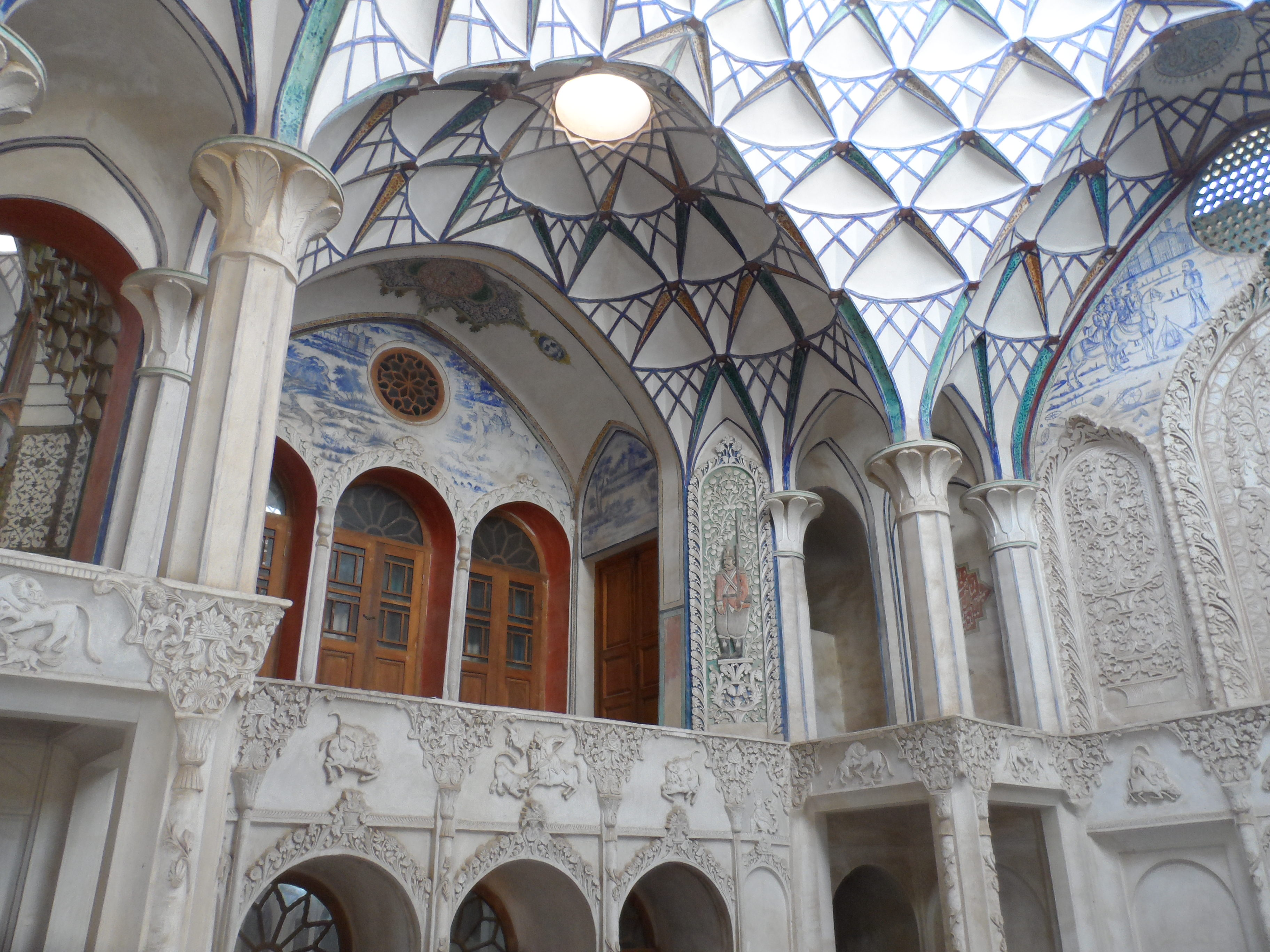
Hall principal.
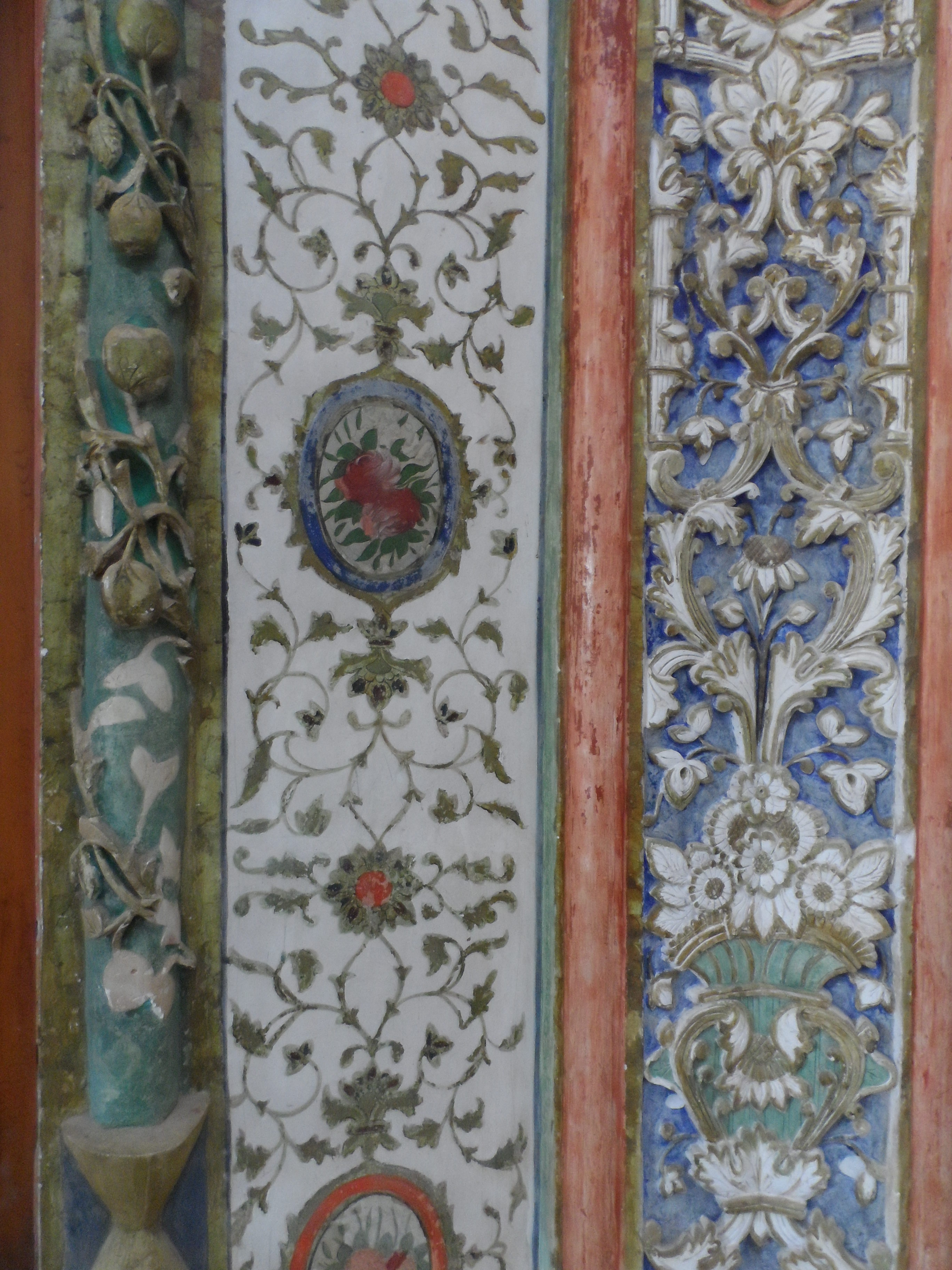
Détail de décoration murale.
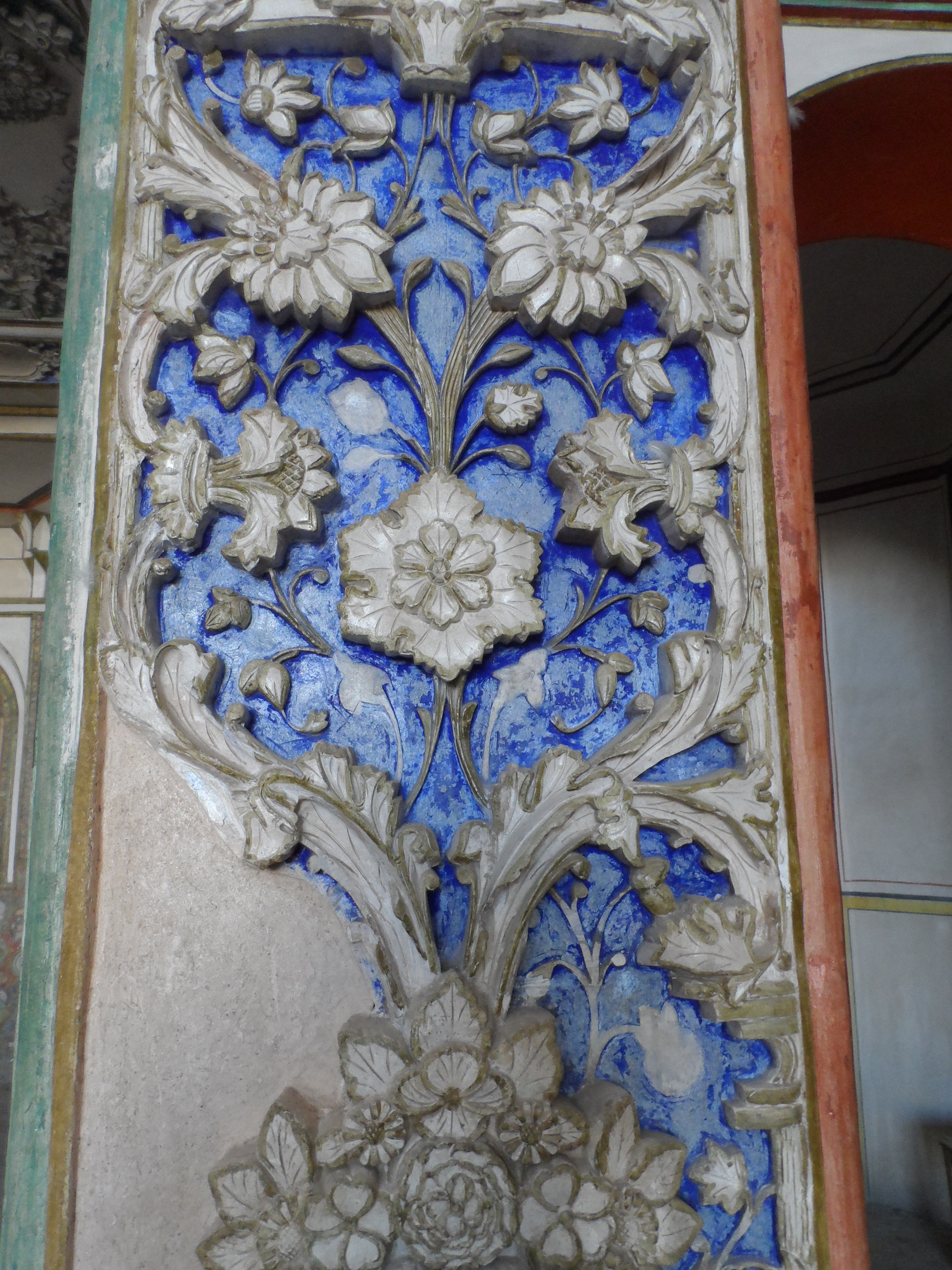
Détail de décoration murale.
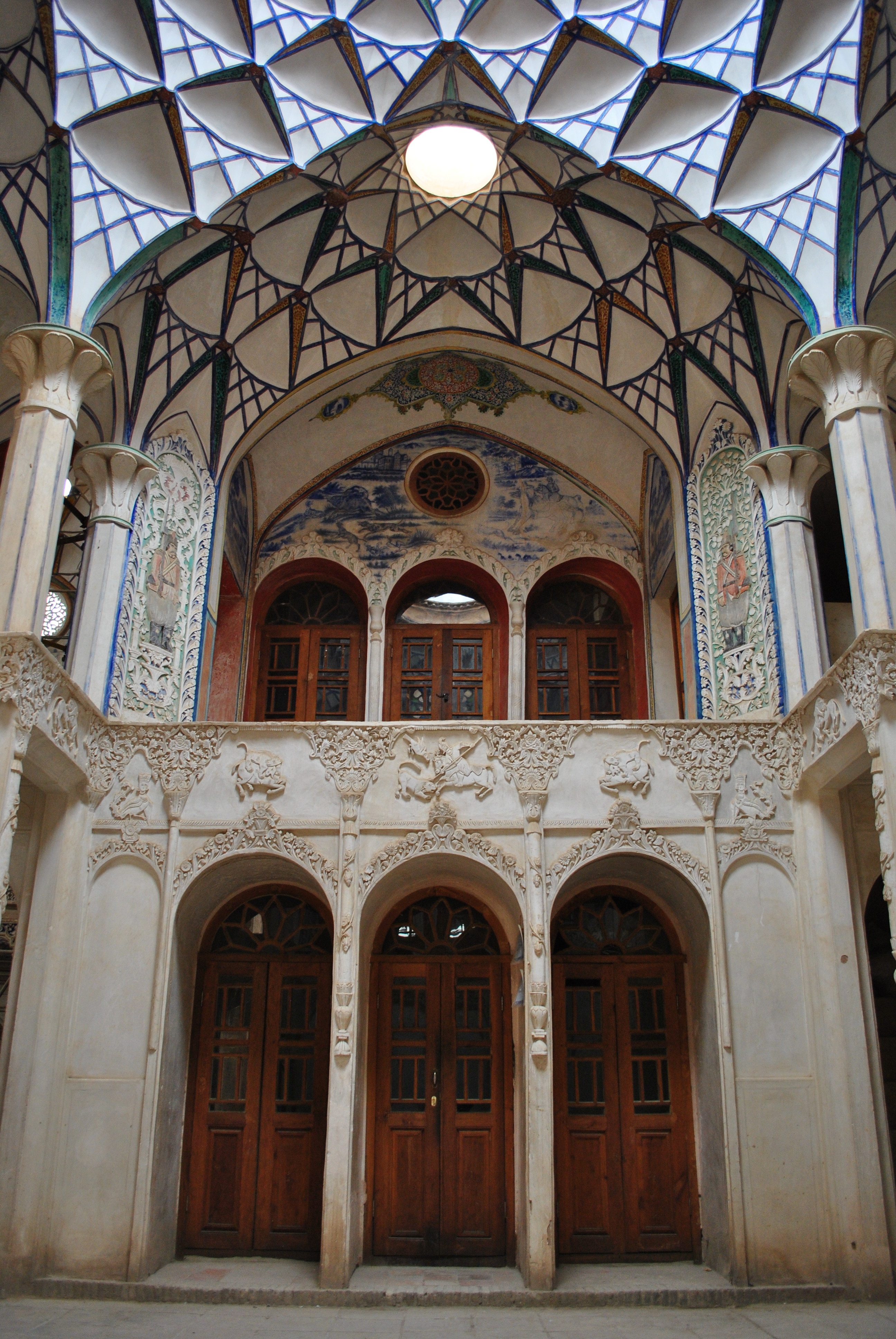
Intérieurs.
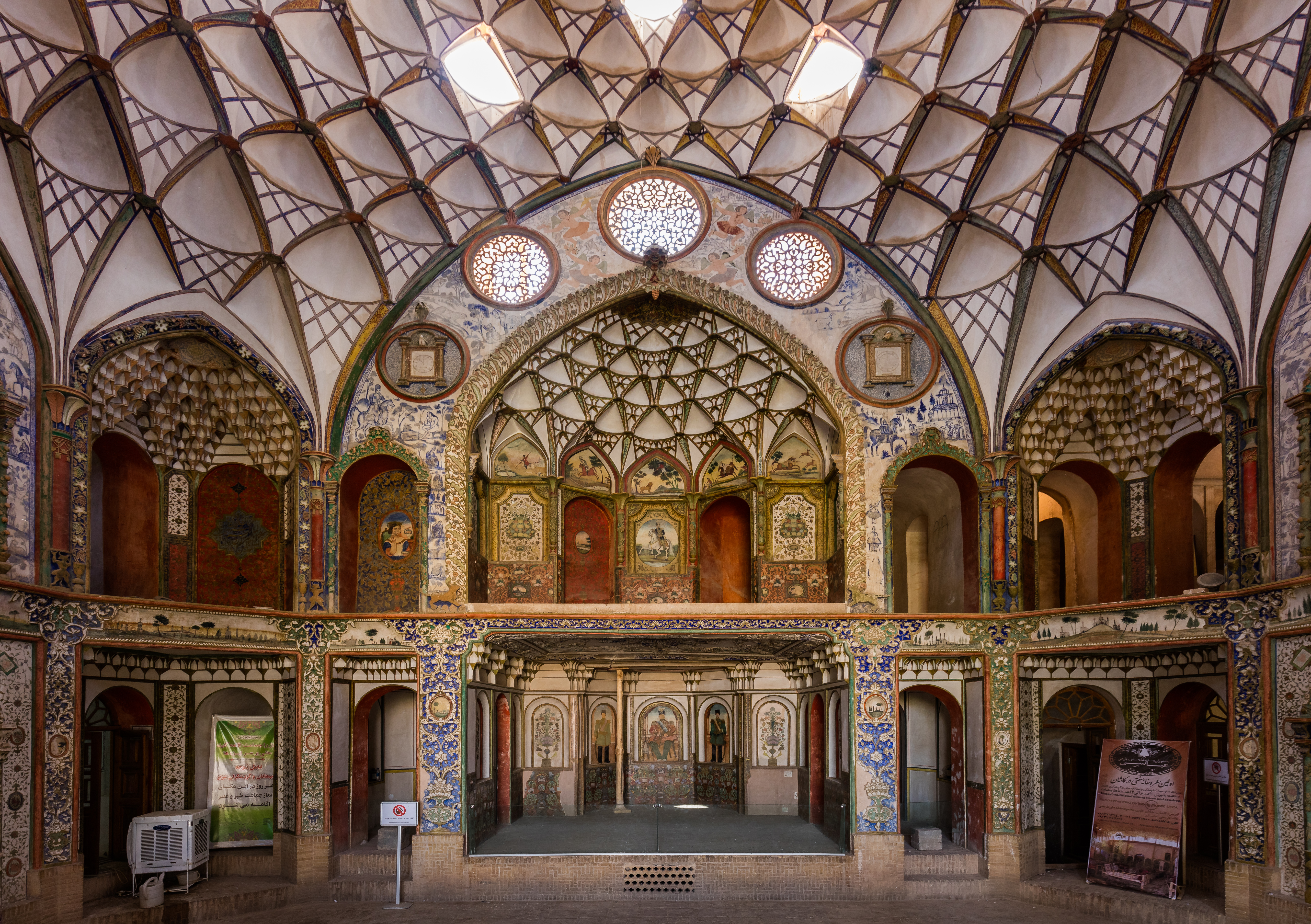
Intérieurs.
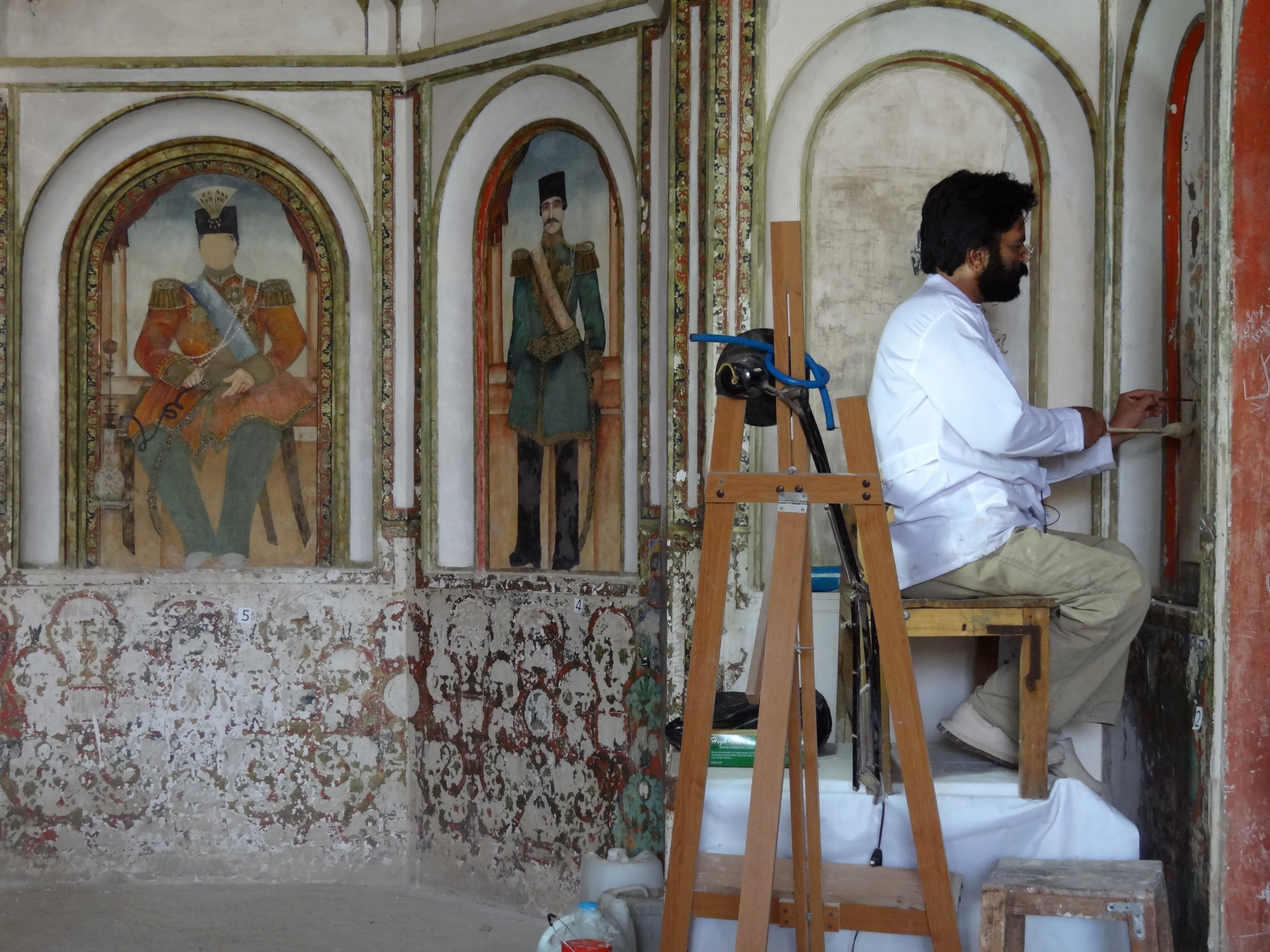
Restaurateur au travail.
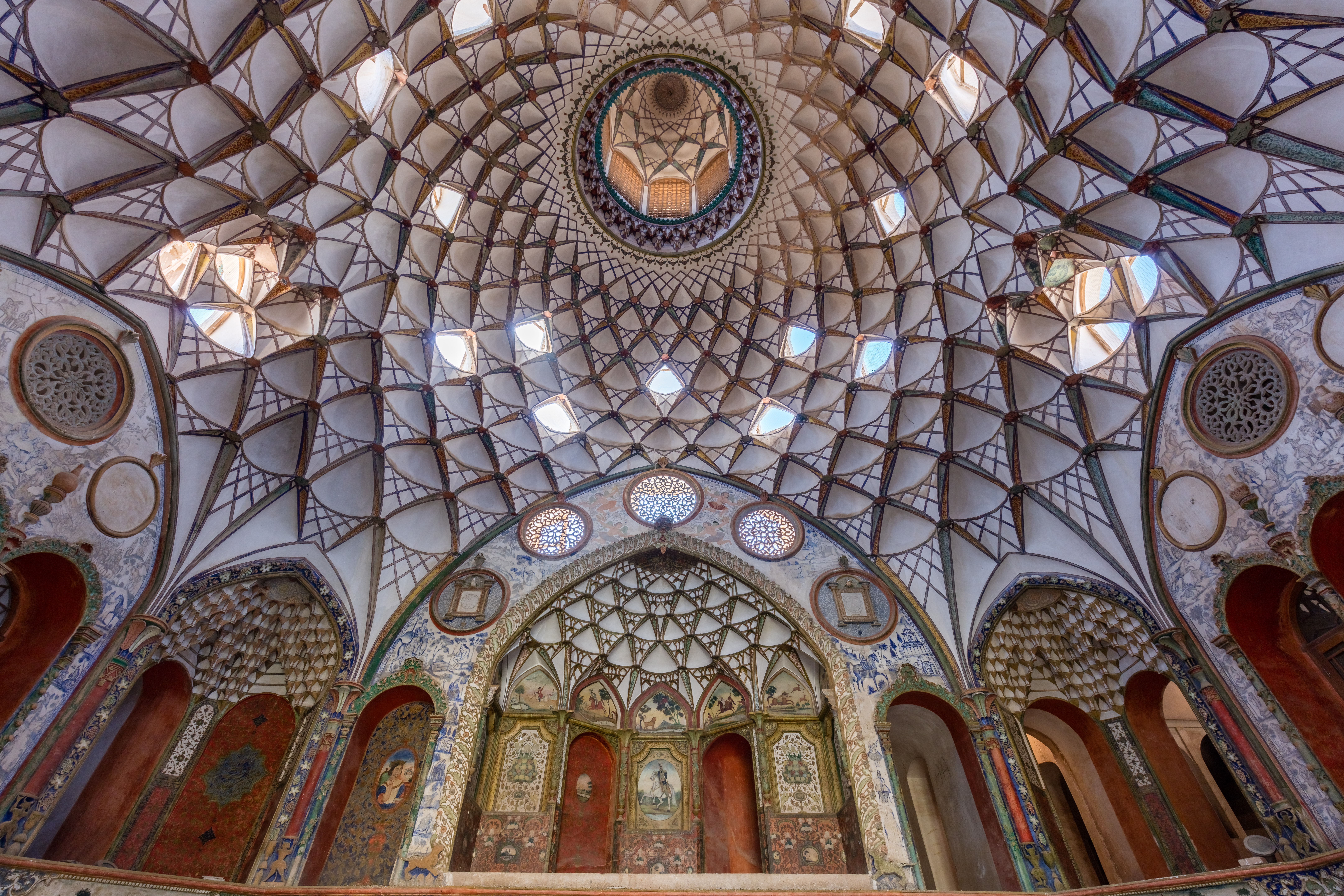
Voûte intérieure.
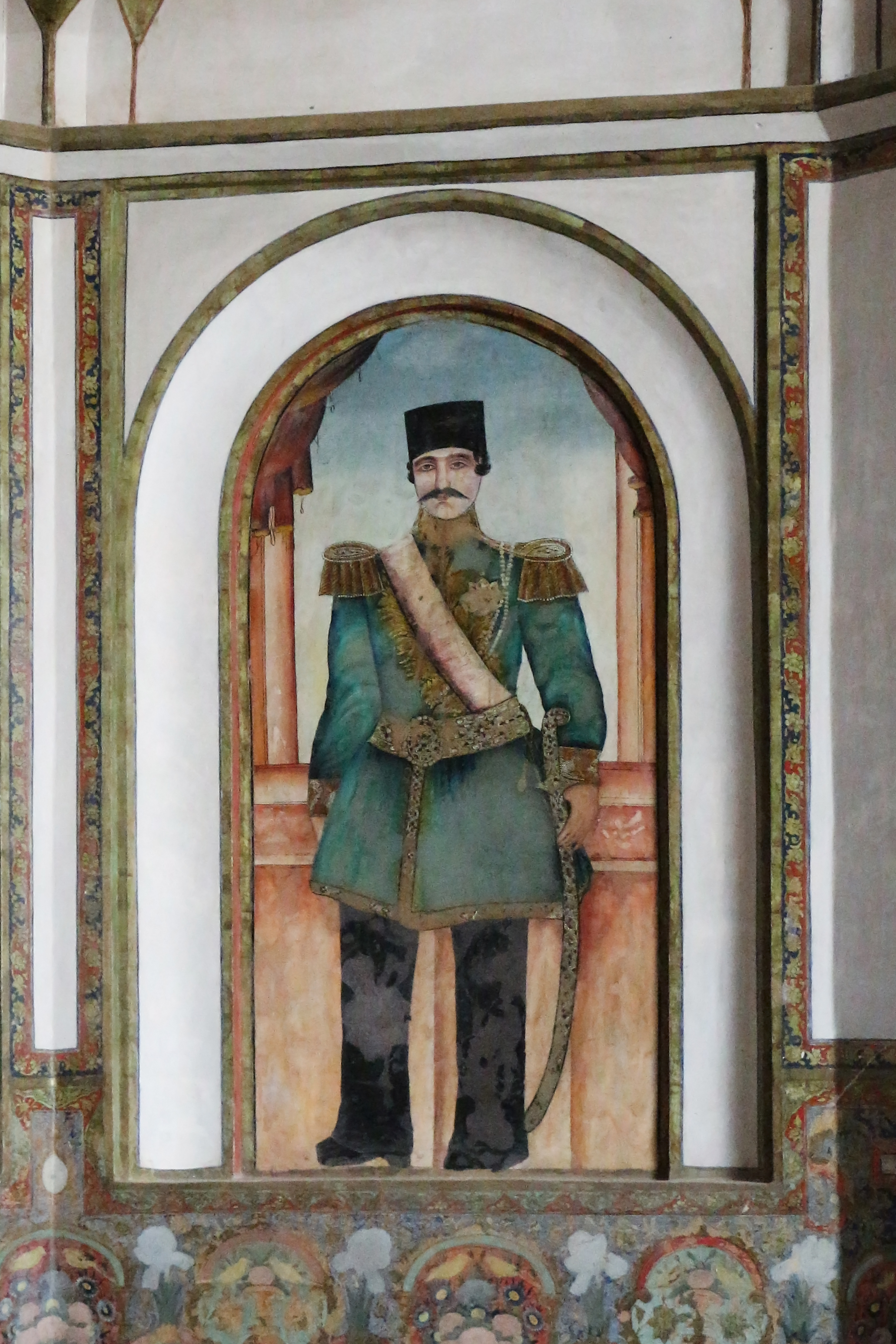
Représentation d'un soldat
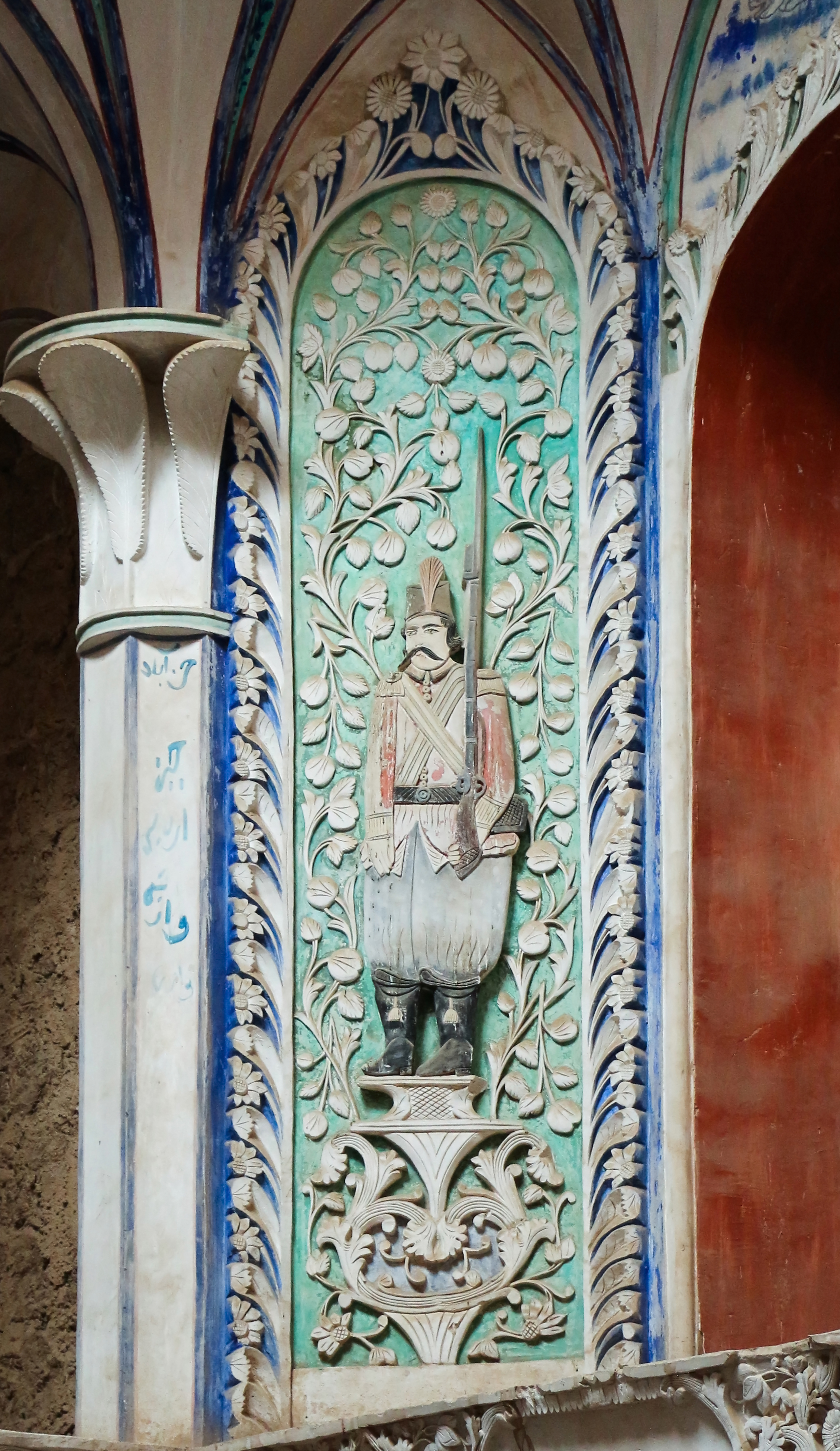
Représentation d'un soldat
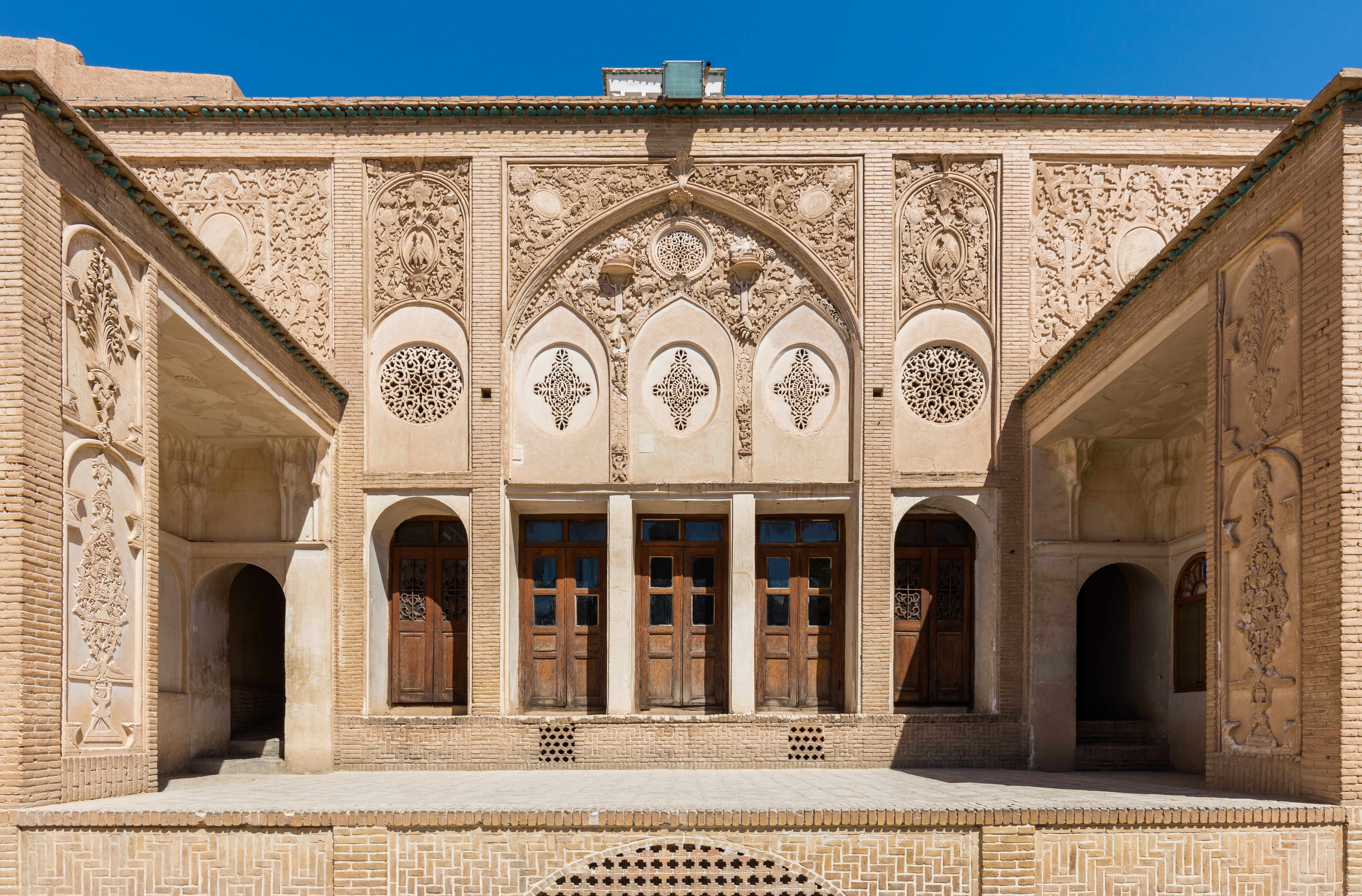
vue extérieure. Septembre 2016.